# Delfino Pescara 1936 2023-2024
Questa voce raccoglie le informazioni riguardanti il Delfino Pescara 1936 nelle competizioni ufficiali della stagione 2023-2024.

## Organigramma societario
Aggiornato al 10 ottobre 2023.
Area direttiva
- Presidente: Daniele Sebastiani
- Vice Presidente: Gabriele Bankowski
- Presidente Onorario: Vincenzo Marinelli
- Consigliere: Roberto Druda
- Segretario Generale: Luigi Gramenzi
- Segretario Sportivo: Fabrizio D’Ortenzio

Area comunicazione e marketing
- Responsabile Comunicazione: Massimo Mucciante
- Addetto Stampa: Andrea Mazzetti
- Responsabile Marketing: Pietro Falconio

Area sportiva
- Direttore Sportivo: Daniele Delli Carri
- Responsabile Area Scouting: Antonio Bocchetti

Area tecnica
- Team Manager: Francesco Troiano
- Allenatore: Zdeněk Zeman
- Allenatore in seconda: Giovanni Bucaro
- Preparatore dei Portieri: Giovanni Di Fiore
- Collaboratore Tecnico: Diego Labricciosa

Area sanitaria
- Responsabile Sanitario: Dr.ssa Emanuela Spada
- Fisioterapista Marco Rossi, Walter Costi
- Massaggiatore Rocco Trivarelli
- Recupero Infortunati Carlo Cavasinni

Settore Giovanile
- Responsabile Settore Giovanile: Angelo Londrillo
- Allenatore Primavera: Marco Stella

## Rosa
Rosa aggiornata al 1º luglio 2023.
| N. |                   | Ruolo | Calciatore                |
| -- | ----------------- | ----- | ------------------------- |
| 1  | Italia (bandiera) | P     | Giuseppe Ciocci           |
| 2  | Italia (bandiera) | D     | Lorenzo Milani            |
| 6  | Italia (bandiera) | C     | Niccolò Squizzato         |
| 7  | Italia (bandiera) | A     | Michele Masala            |
| 8  | Italia (bandiera) | C     | Salvatore Aloi            |
| 9  | Italia (bandiera) | A     | Edoardo Vergani           |
| 10 | Italia (bandiera) | A     | Davide Merola             |
| 11 | Italia (bandiera) | A     | Federico Accornero        |
| 13 | Italia (bandiera) | D     | Riccardo Brosco           |
| 15 | Italia (bandiera) | D     | Romano Floriani Mussolini |
| 18 | Italia (bandiera) | D     | Roberto Pierno            |
| 19 | Italia (bandiera) | C     | Luca Mora                 |

| N. |                       | Ruolo | Calciatore          |
| -- | --------------------- | ----- | ------------------- |
| 20 | Italia (bandiera)     | C     | Denis Manu          |
| 22 | Italia (bandiera)     | P     | Alessandro Plizzari |
| 23 | Italia (bandiera)     | D     | Filippo Pellacani   |
| 24 | Slovacchia (bandiera) | D     | Ivan Mesík          |
| 25 | Moldavia (bandiera)   | D     | Cornelius Staver    |
| 27 | Italia (bandiera)     | D     | Brando Moruzzi      |
| 28 | Italia (bandiera)     | C     | Antonino De Marco   |
| 29 | Italia (bandiera)     | A     | Luigi Cuppone       |
| 30 | Italia (bandiera)     | C     | Matteo Dagasso      |
| 31 | Italia (bandiera)     | A     | Christian Tommasini |
|    | Italia (bandiera)     | A     | Antonio Palumbo     |
|    | Estonia (bandiera)    | C     | Georgi Tunjov       |
|    | Italia (bandiera)     | A     | Gianmarco Cangiano  |

## Calciomercato

### Sessione estiva(dall'1/7 all'1/9)
| Acquisti | Acquisti                  | Acquisti          | Acquisti   |
| R.       | Nome                      | da                | Modalità   |
| -------- | ------------------------- | ----------------- | ---------- |
| P        | Giuseppe Ciocci           | Cagliari          | prestito   |
| D        | Brando Moruzzi            | Juventus Next Gen | definitivo |
| D        | Romano Floriani Mussolini | Lazio             | prestito   |
| D        | Davide Di Pasquale        | Arezzo            | prestito   |
| C        | Simone Franchini          | Padova            | prestito   |
| A        | Christian Tommasini       | Pisa              | definitivo |
| A        | Federico Accornero        | Genoa             | prestito   |

| Cessioni | Cessioni        | Cessioni  | Cessioni              |
| R.       | Nome            | a         | Modalità              |
| -------- | --------------- | --------- | --------------------- |
| D        | Etienne Catena  | Cagliari  | definitivo            |
| A        | Nicolas Belloni | Notaresco | risoluzione contratto |
| A        | Aristidi Kolaj  | Lumezzane | prestito              |

### Sessione invernale(dal 1/1 al 31/1)
| Acquisti | Acquisti | Acquisti | Acquisti |
| R.       | Nome     | da       | Modalità |
| -------- | -------- | -------- | -------- |

| Cessioni | Cessioni | Cessioni | Cessioni |
| R.       | Nome     | a        | Modalità |
| -------- | -------- | -------- | -------- |

## Risultati

### Serie C

#### Girone di andata
| Pescara 1ª giornata | Pescara | 3 – 1 | Juventus U23 | Stadio Adriatico (7 187 spett.) |

| Perugia 2ª giornata | Perugia | 1 – 1 | Pescara | Stadio Renato Curi |

| Pescara 3ª giornata | Pescara | 3 – 2 | Arezzo | Stadio Adriatico (5 701 spett.) |

| Carrara 4ª giornata | Sestri Levante | 1 – 2 | Pescara |  |

| Pescara 5ª giornata | Pescara | 3 – 2 | Gubbio | Stadio Adriatico (5 328 spett.) |

| Ferrara 6ª giornata | SPAL | 1 – 2 | Pescara | Stadio Paolo Mazza |

| Pescara 7ª giornata | Pineto | 1 – 0 | Pescara | Stadio Adriatico (8 481 spett.) |

| Pescara 8ª giornata | Pescara | 0 – 0 | Vis Pesaro | Stadio Adriatico (4 116 spett.) |

| Lucca 9ª giornata | Lucchese | 1 – 4 | Pescara |  |

| Pescara 10ª giornata | Pescara | 1 – 2 | Torres |  |

| Pescara 11ª giornata | Pescara | 2 – 3 | Recanatese |  |

| Carrara 12ª giornata | Carrarese | 1 – 0 | Pescara |  |

| Pescara 13ª giornata | Pescara | 1 – 1 | Rimini |  |

| Pontedera 14ª giornata | Pontedera | 0 – 5 | Pescara |  |

| Pescara 15ª giornata | Pescara | 0 – 1 | Cesena |  |

| Chiavari 16ª giornata | Entella | 1 – 2 | Pescara |  |

| Pescara 17ª giornata | Pescara | 4 – 0 | Olbia |  |

| Ancona 18ª giornata | Ancona | 1 – 1 | Pescara |  |

| Pescara 19ª giornata | Pescara | 1 – 1 | Fermana |  |

#### Girone di ritorno
| Alessandria 20ª giornata | Juventus U23 | 4 – 3 referto | Pescara |  |

| Pescara 21ª giornata | Pescara | 0 – 1 referto | Perugia |  |

| Arezzo 22ª giornata | Arezzo | 1 – 2 referto | Pescara |  |

| Pescara 23ª giornata | Pescara | 3 – 0 referto | Sestri Levante |  |

| Pescara 24ª giornata | Pescara | 2 – 0 referto | Pineto |  |

| Gubbio 9 febbraio 2024 25ª giornata | Gubbio | 4 – 0 referto | Pescara |  |

| Pescara 13 febbraio 2024 26ª giornata | Pescara | 1 – 2 referto | SPAL |  |

| Pesaro 18 febbraio 2024 27ª giornata | Vis Pesaro | 4 – 0 referto | Pescara |  |

| Pescara 24 febbraio 2024 28ª giornata    | Pescara   | 1 – 0 referto | Lucchese |  |
| \| \| \| \| \| Merola \| Marcatori \| \| |           |               |          |  |
|                                          |           |               |          |  |
| Merola                                   | Marcatori |               |          |  |

| Sassari 2 marzo 2024 29ª giornata        | Torres    | 4 – 1 referto | Pescara |  |
| \| \| \| \| \| \| Marcatori \| Merola \| |           |               |         |  |
|                                          |           |               |         |  |
|                                          | Marcatori | Merola        |         |  |

| Recanati 5 marzo 2024 30ª giornata                  | Recanatese | 3 – 2 referto     | Pescara |  |
| \| \| \| \| \| \| Marcatori \| Merola (2, 1 rig) \| |            |                   |         |  |
|                                                     |            |                   |         |  |
|                                                     | Marcatori  | Merola (2, 1 rig) |         |  |

| Pescara 10 marzo 31ª giornata                         | Pescara   | 2 – 2 referto | Carrarese |  |
| \| \| \| \| \| Merola (rig) Pierno \| Marcatori \| \| |           |               |           |  |
|                                                       |           |               |           |  |
| Merola (rig) Pierno                                   | Marcatori |               |           |  |

| 15 marzo 32ª giornata                    | Rimini    | 5 – 1 referto | Pescara |  |
| \| \| \| \| \| \| Marcatori \| Merola \| |           |               |         |  |
|                                          |           |               |         |  |
|                                          | Marcatori | Merola        |         |  |

| Pescara 23 marzo 2024 33ª giornata       | Pescara   | 1 – 0 | Pontedera |  |
| \| \| \| \| \| Merola \| Marcatori \| \| |           |       |           |  |
|                                          |           |       |           |  |
| Merola                                   | Marcatori |       |           |  |

| Cesena 30 marzo 2024 34ª giornata          | Cesena    | 1 – 0 | Pescara | Stadio Dino Manuzzi |
| \| \| \| \| \| Pierozzi \| Marcatori \| \| |           |       |         |                     |
|                                            |           |       |         |                     |
| Pierozzi                                   | Marcatori |       |         |                     |

| Pescara 8 aprile 2024 35ª giornata | Pescara | 0 – 0 | Virtus Entella |  |

| Olbia 14 aprile 2024 36ª giornata | Olbia | 0 – 3 | Pescara |  |

| Pescara 21 aprile 2024 37ª giornata | Pescara | 0 – 2 | Ancona |  |

| Fermo 28 aprile 2024 38ª giornata | Fermana | 1 – 3 | Pescara |  |

### Coppa Italia
| Arbitro: | Di Marco (Ciampino) |

|                                                                     |           |                           |
| Lanini 38’ (rig.), 65’ (rig.) Portanova 41’, 53’ Girma 42’ Vido 83’ | Marcatori | 13’ Accornero 27’ Cuppone |

### Coppa Italia Serie C

#### Turni eliminatori
| Arbitro: | Allegretta (Molfetta) |

|                                                                  |           |             |
| Manu 23’ 53’ Cangiano 38’ Tommasini 71’ Accornero 79’ Merola 82’ | Marcatori | 22’ Fontana |

| Arbitro: | Leone (Barletta) |

|             |           |  |
| Vergani 41’ | Marcatori |  |

| Arbitro: | Gemelli (Messina) |

|                            |           |  |
| Cuppone 34’ Cangiano 90+5’ | Marcatori |  |

| Arbitro: | Valerio Crezzini (Siena) |

|                                |           |  |
| Castellini 67’ Zammarini 90+1’ | Marcatori |  |

## Statistiche

### Statistiche di squadra
Statistiche aggiornate al 1º luglio 2023
| Competizione         | Punti | In casa | In casa | In casa | In casa | In casa | In casa | In trasferta | In trasferta | In trasferta | In trasferta | In trasferta | In trasferta | Totale | Totale | Totale | Totale | Totale | Totale | D.R. |
| Competizione         | Punti | G       | V       | N       | P       | Gf      | Gs      | G            | V            | N            | P            | Gf           | Gs           | G      | V      | N      | P      | Gf     | Gs     | D.R. |
| -------------------- | ----- | ------- | ------- | ------- | ------- | ------- | ------- | ------------ | ------------ | ------------ | ------------ | ------------ | ------------ | ------ | ------ | ------ | ------ | ------ | ------ | ---- |
| Serie C              | -     | 0       | 0       | 0       | 0       | 0       | 0       | 0            | 0            | 0            | 0            | 0            | 0            | 0      | 0      | 0      | 0      | 0      | 0      | 0    |
| Coppa Italia         | -     | 0       | 0       | 0       | 0       | 0       | 0       | 0            | 0            | 0            | 0            | 0            | 0            | 0      | 0      | 0      | 0      | 0      | 0      | 0    |
| Coppa Italia Serie C | -     | 0       | 0       | 0       | 0       | 0       | 0       | 0            | 0            | 0            | 0            | 0            | 0            | 0      | 0      | 0      | 0      | 0      | 0      | 0    |
| Totale               | -     | 0       | 0       | 0       | 0       | 0       | 0       | 0            | 0            | 0            | 0            | 0            | 0            | 0      | 0      | 0      | 0      | 0      | 0      | 0    |

### Andamento in campionato
| Giornata  | 1 | 2 | 3 | 4 | 5 | 6 | 7 | 8 | 9 | 10 | 11 | 12 | 13 | 14 | 15 | 16 | 17 | 18 | 19 | 20 | 21 | 22 | 23 | 24 | 25 | 26 | 27 | 28 | 29 | 30 | 31 | 32 | 33 | 34 | 35 | 36 | 37 | 38 |
| --------- | - | - | - | - | - | - | - | - | - | -- | -- | -- | -- | -- | -- | -- | -- | -- | -- | -- | -- | -- | -- | -- | -- | -- | -- | -- | -- | -- | -- | -- | -- | -- | -- | -- | -- | -- |
| Luogo     |   |   |   |   |   |   |   |   |   |    |    |    |    |    |    |    |    |    |    |    |    |    |    |    |    |    |    |    |    |    |    |    |    |    |    |    |    |    |
| Risultato |   |   |   |   |   |   |   |   |   |    |    |    |    |    |    |    |    |    |    |    |    |    |    |    |    |    |    |    |    |    |    |    |    |    |    |    |    |    |
| Posizione |   |   |   |   |   |   |   |   |   |    |    |    |    |    |    |    |    |    |    |    |    |    |    |    |    |    |    |    |    |    |    |    |    |    |    |    |    |    |

Fonte:  Serie C - Girone C – Classifica giornata, su transfermarkt.it.
Legenda:

Luogo: C = Casa; T = Trasferta. Risultato: V = Vittoria; N = Pareggio; P = Sconfitta.

### Statistiche dei giocatori
Sono in corsivo i calciatori che hanno lasciato la società a stagione in corso.
| Giocatore | Serie C  | Serie C | Serie C     | Serie C    | Coppa Italia Serie C | Coppa Italia Serie C | Coppa Italia Serie C | Coppa Italia Serie C | Totale   | Totale | Totale      | Totale     |
| Giocatore | Presenze | Reti    | Ammonizioni | Espulsioni | Presenze             | Reti                 | Ammonizioni          | Espulsioni           | Presenze | Reti   | Ammonizioni | Espulsioni |
| --------- | -------- | ------- | ----------- | ---------- | -------------------- | -------------------- | -------------------- | -------------------- | -------- | ------ | ----------- | ---------- |